# Hemimyzon nanensis
Hemimyzon nanensis är en fiskart som beskrevs av Tôhei Doi och Kottelat, 1998. Hemimyzon nanensis ingår i släktet Hemimyzon och familjen grönlingsfiskar. IUCN kategoriserar arten globalt som otillräckligt studerad. Inga underarter finns listade i Catalogue of Life.